# Ксение-Покровский монастырь (Яровое)
Ксение-Покровский монастырь — женский православный монастырь в алтайском городе Яровое (Покровский бульвар, 1).
Монастырь основан в 1994 году при Ксение-Покровском храме (построен в 1992 году) с престолами блаженной Ксении Петербургской и Покрова Божией Матери. Кроме храма, в монастыре выстроены келейный корпус и хозяйственные помещения. Монастырю принадлежат 0,5 гектара земли.